# Pseuduvaria sessilifolia
Pseuduvaria sessilifolia är en kirimojaväxtart som beskrevs av James Sinclair. Pseuduvaria sessilifolia ingår i släktet Pseuduvaria och familjen kirimojaväxter. Inga underarter finns listade i Catalogue of Life.